# Kroktjärnen (Ore socken, Dalarna, 681800-146606)
Kroktjärnen är en sjö i Rättviks kommun i Dalarna och ingår i Ljusnans huvudavrinningsområde.